# Alma Bolón
Alma Bolón Pedretti (Montevideo, 16 de enero de 1955) es una doctora en letras por la Universidad de París, docente e investigadora uruguaya. 

## Biografía
Nació en Montevideo, en 1955, hija del escritor Hugo Bolón y de la lingüista Alma Pedretti. En 1982 se muda a Paris, ingresa a la Universidad de París, donde obtiene la licenciatura en lenguas extranjeras, y luego el doctorado en ciencias del lenguaje.
De vuelta al Uruguay, comienza a dictar clases en el Instituto de Profesores Artigas y en la Universidad de la República. Actualmente es docente de Lingüística Aplicada y Literatura Francesa en la Universidad de la República. Es autora de varios libros y artículos sobre lengua, discurso y literatura comparada. Ha publicado regularmente en el semanario Brecha, en las revistas Caras y Caretas y revistas especializadas de su área. Integra el colectivo Prohibido pensar. 
Ha brindado diversas conferencias tanto en su país como el exterior y cursos de grado y postgrado en la Universidad de la República. 

## Publicaciones
- Onetti francés. Estudios de lengua, literatura y civilización francesa en Onetti (2014)
- Onetti en la calle (2009)
- Pobres palabras. El olvido del lenguaje. Ensayos discursivos sobre el decir (2003)
- El discurso sobre los derechos humanos en el proceso de reinstitucionalización democrática (1992)